# Port lotniczy Masira
Port lotniczy Masira – port lotniczy położony na wyspie Masira w Omanie.

## Linie lotnicze i połączenia
- Oman Air (Maskat)